# Wolverine Wildcat
Wolverine Wildcat in Michigan’s Adventure (Muskegon, Michigan, USA) ist eine Holzachterbahn des Herstellers Dinn Corporation, die 1988, bevor Cedar Fair den Park aufkaufte, eröffnet wurde. Zehn Jahre lang galt Wolverine Wildcat als die aufregendste Holzachterbahn des Parks. Seit 1998 hat Shivering Timbers diesen Ruf. Beide Bahnen befinden sich im Timbertown-Themenbereich des Parks in der Nähe der Timbertown Railway Station.

## Jubiläum
Wolverine Wildcat feierte 2008 ihr 20-jähriges Bestehen in Michigan’s Adventure. In diesem Jahr wurde ebenfalls Shivering Timbers zehn Jahre alt und die neue Stahlachterbahn Thunderhawk wurde eröffnet. Ebenso wie Shivering Timbers befindet sich Thunderhawk in unmittelbarer Nähe zu Wolverine Wildcat.

## Züge
Wolverine Wildcat besitzt Züge mit jeweils vier Wagen. In jedem Wagen können sechs Personen (drei Reihen à 2 Personen) Platz nehmen.